# Red distribuida
Una red distribuida es una topología de red caracterizada por la ausencia de un centro individual o colectivo. Los nodos se vinculan unos a otros  de modo que ninguno de ellos, ni siquiera un grupo estable de ellos, tiene poder de filtro sobre la información que se transmite en la red. Desaparece por tanto la divisoria entre centro y periferia característica de las redes centralizadas y descentralizadas.
La aparición de Internet y el desarrollo de los medios electrónicos personales de edición y publicación, han tenido como consecuencia la aparición de la blogosfera, el primer medio de comunicación distribuido. Esto tiene sus correspondientes aplicaciones sociales, y aunque en el campo político es un concepto avanzado tiene un precedente en las propuestas libertarias de distribución y entrelazamiento social federalista.
Muy usadas para argumentar la influencia de Internet en términos sociológicos, por autores como Manuel Castells, lo cierto es que las condiciones necesarias para la existencia de este tipo de redes en el contexto de una sociedad humana requiere de condiciones que impiden de facto su existencia, como se concluye de los trabajos del teórico húngaro Lászlo Barabási. 